# Zapólskaia
Zapólskaia (en rus: Запольская) és un poble de la República de Komi, a Rússia, segons el cens del 2010 tenia 11 habitants.